# Simone Paolo Puleo
Simone Paolo Puleo (Milano, 2 novembre 1979) è un ex calciatore italiano e direttore sportivo.

## Carriera
Ha giocato in Serie B con le maglie di Avellino e Crotone.
Insieme a Stefano De Angelis, Raffaele Biancolino, Francesco Millesi, Ivan Tisci e Marco Vianello è stato uno dei sei giocatori ad aver militato sia nell'U.S. Avellino che nell'A.S. Avellino. È stato inoltre capitano sia dell'una che dell'altra.
Detiene dal 2010, con 284 presenze, il record di gare disputate con la maglia dell'Avellino. Il precedente record, apparteneva ad Elio Grappone con 230 presenze.
Il 18 dicembre 2013 consegue il diploma da direttore sportivo presso Coverciano.
Nel giugno 2015 consegue il diploma di allenatore uefa A.
Dal 2015 lavora nel settore giovanile del Benevento, inizialmente come scouting, ora come responsabile settore giovanile.

## Palmarès
- Lega Pro Prima Divisione: 3

U.S. Avellino: 2002-2003, 2004-2005, 2006-2007